# Нилуфар (имя)
Нилуфар (перс. نیلوفر‎ — лилия, лотос, кувшинка) — женское имя персидского происхождения, в переводе на русский язык означает «лилия», «лотос», «кувшинка». Распространено у таджиков и узбеков.
Именем Нилюфер Хатун (XIII—XIV вв.) — второй супруги османского султана Орхана I, матери османского султана Мурада I и шехзаде Касима (ум. 1346)  —  возможно, были названы река и находящийся рядом городской район Нилюфер, в котором Мурад построил имперский комплекс зданий, включающий в себя медресе, мечеть и др. Достоверно можно сказать лишь, что к концу XV века четко прослеживается традиция возвеличивания имени Нилюфер как матери третьего султана. В то же время в XIV и XV веках персидские "цветочные" имена вроде Нилюфер и подобные обычно присваивались наложницам. Поскольку к моменту рождения Мурада у султана Орхана уже был взрослый сын (он впоследствии умер, упав с лошади), можно предположить, что это имя указывает на истинный статус Нилюфер Хатун в гареме Орхана.